# Делебіо
Делебіо (італ. Delebio) — муніципалітет в Італії, у регіоні Ломбардія, провінція Сондріо.
Делебіо розташоване на відстані близько 530 км на північний захід від Рима, 80 км на північ від Мілана, 31 км на захід від Сондріо.
Населення — 3176 осіб (2014).
Щорічний фестиваль відбувається 7 серпня. Покровитель — San Carpoforo.

## Демографія
Населення за роками:

Станом на 1 січня 2023 року в муніципалітеті офіційно проживало 580 іноземців з 41 країни, серед них 117 громадян країн Євросоюзу та 14 громадян України.

## Сусідні муніципалітети
- Андало-Вальтелліно
- Коліко
- Дубіно
- Паньйона
- П'янтедо
- Премана
- Роголо